# مارچا اوتاچیلیا سویرا
مارچا اوتاچیلیا سویرا یا اوتاچیلیا سویرا (به لاتین: Marcia Otacilia Severa) همسر فیلیپ عرب و امپراتریس روم در دوران زمامداری شوهرش از ۲۴۴ تا ۲۴۹ بود.

## زندگینامه

### خانواده
سویرا از اعضای خاندان قدیمی اوتاچیلیا بود که اعضای آن دارای مقام‌های کنسولی و سناتوری بودند. پدرش اوتاچیلیوس سوروس یا سوریانوس، فرماندار رومی مقدونیه و موئسیا بود. مادرش نیز یا یکی از اعضای خاندان مارسیوس بود یا وابسته به آن‌ها بود. بر طبق منابع او برادری نیز به نام سوریانوس داشت که از ۲۴۶ تا ۲۴۷ فرماندار رومی موئسیای سفلی بود.

### ازدواج با فیلیپ عرب
اوتاچیلیا سویرا در سال ۲۳۴ میلادی با فیلیپ عرب که در آن زمان در خدمت امپراتور الکساندر سوروس در گارد پرتورین‌ها بود ازدواج کرد. آن‌ها صاحب دو فرزند شدند، یک پسر که در سال ۲۳۸ زاده شد و نامش را مارکوس ژولیوس فیلیپوس سوروس (فیلیپوس دوم) گذاردند و بنا بر سکه‌های ضرب‌شده یک دختر به نام یولیا سویرا یا سورینا که هرگز اشاره‌ای به او در منابع باستانی رومی نشده‌است.

### رسیدن به قدرت
در فوریه ۲۴۴ امپراتور وقت گوردیان سوم در میان‌رودان کشته شد. این احتمال وجود دارد که اوتاچیلیا سویرا نیز در توطئهٔ قتل گوردیان شریک باشد. با مرگ گوردیان فیلیپ به‌عنوان امپراتور جدید بر تخت نشست و برای امپراتور جوان پیشین مراسم خاکسپاری‌ای شایسته برگزار نمود و خاکستر او را برای دفن به روم بازگرداند.
فیلیپ همچنین به همسرش سویرا لقب افتخاری «آگوستا» را اعطا نمود و پسرشان فیلیپوس دوم را سزار خود ساخت. از آنجا که اعدام مسیحیان در دوران حکومت فیلیپ عرب متوقف شد و آنان با سعهٔ صدر با دین جدید برخورد کردند، گاه او و همسرش را به عنوان نخستین زوج امپراتوری مسیحی در نظر می‌گیرند. همچنین اوتاچیلیا سویرا با دخالتش سبب نجات یافتن بابیلاس قدیس و اسقف انطاکیه از اعدام شد.

### برکناری از قدرت
فیلیپ در اوت ۲۴۹ طی نبردی در ورونا کشته شد و دسیوس به امپراتوری رسید. هنگامی که خبر مرگ فیلیپ به رم رسید پرتورین‌ها سر به شورش برداشتند و سزار فیلیپوس دوم را در آغوش مادرش اوتاچیلیا سویرا کشتند. سویرا زنده ماند و در گمنامی به زندگیش ادامه داد. از جزئیات زندگانی او در این زمان اطلاعی در دست نیست.